# Liceo classico Pietro Colletta
Il liceo classico Pietro Colletta di Avellino è stato fondato nel 1831.

## Storia
L'istituto nasce nel 1831, data in cui fu aperto al pubblico con la denominazione di "Real Collegio". In seguito, con Decreto del 20 agosto 1857, il Collegio fu elevato a Liceo. Con Decreto Luogotenenziale del 10 febbraio 1861, il Liceo assunse il nome di "Real Liceo ginnasiale e Convitto Nazionale".